# Заросли Итиги-Сумбу
Заросли Итиги-Сумбу — маленький и малоизученный экологический регион, расположенный на двух участках в центре Танзании, и на берегу озера Танганьика на границе между Демократической Республики Конго и Замбией. Статус сохранности экорегиона оценивается как критический, его специальный код — AT0708.
Замбийская чаща Итиги-Сумбу расположена на высоте от 950 м до 1200 м над уровнем моря во впадинах между озёрами Танганьика и Мверу-Вантипа. В геологическом отношении под экорегионов находится слой из гранита. Выше гранитной коренной породы находится характерная структура почвы, состоящая из сезонно хорошо аэрируемых и хорошо увлажнённых песчаных почв глубиной от 0,6 м до 3 м, которые высыхают и затвердевают в течение сухого сезона.

## Климат
Климат экорегиона можно подразделить на три различных сезона: прохладный сухой сезон с мая по август, жаркий сухой сезон с августа по ноябрь и сезон дождей с ноября по апрель. Имеющаяся информация показывает, что количество осадков различается в танзанийской и замбийской частях экорегиона. Годовое количество осадков Замбийской части экорегиона составляет 1400 мм, хотя в любой год этот показатель может варьироваться аж на 50 %. В Танзанийской части экорегиона годовое количество осадков составляет 500 мм, хотя в городе Итиги в этой части региона в год выпадает 600 мм осадков. Также в танзанийской части температура в сухой сезон колеблется от 20 °C до 27 °C, температура в сезон дождей достигает 30 °C.

## Флора и фауна
Растительность в экорегионе уникальна и содержит ряд эндемичных растений. Насчитывается не менее 100 древесных пород, которые в основном представляют собой кусты высотой от 3 до 5 м. Например: Baphia burttii, Baphia massaiensis, Burttia prunoides, Combretum celastroides и Grewia burttii. Растительность обычно лиственная в течение 4 месяцев, хотя в нижней части полога есть вечнозелёные кустарники, окружённые более многочисленными лиственными видами.
Из экорегиона известны три почти эндемичных вида рептилий: Latastia johnstoni, Rhinotyphlops gracilis и Sepsina tetradactyla.
Ранее экорегион был важным местом обитания чёрных носорогов, однако из-за браконьерства они были практически искоренены.
Информация о миграциях через экорегион и взаимодействиях хищников с жертвами отсутствует.

## Состояние экорегиона
Экорегион находится под угрозой исчезновения: вычищено 50 % территории танзанийского участка и 71 % замбийского. Расположенная в Танзании часть вообще не охраняется. В Замбии элементы чащи Итиги-Сумбу охраняются в пределах двух охраняемых территорий на северо-восточном берегу озера Мверу-Вантипа: в национальном парке Мверу-Вантипа и заповеднике Табва, помимо этого в замбийской части имеется национальный парк Нсумбу. Самые большие известные блоки относительно нетронутой растительности Итиги-Сумбу находятся на северном берегу озера Мверу-Вантипа.
Однако охраняемые территории не помешали уничтожению значительного количества зарослей, анализ спутниковых снимков показал, что в период с 1976 год по 1999 год было вырублено до 71 % от всех зарослей всего экорегиона, что указывает на отсутствие хорошей полицейской службы. Оставшиеся заросли становятся сильно фрагментированными. Танзанийская часть, по всей видимости, тоже фрагментирована, так как 50 % зарослей там уже удалено.
Главными угрозами для экорегиона являются быстрый рост населения, пожары, которые уничтожают заросшую растительность и спрос на землю и ресурсы. Человеческое население в экорегионе быстро растёт, даже земли на охраняемых территориях используются в сельскохозяйственных целях. Рост населения составляет 3,7 % в замбийской части и приблизительно 2,8 % в танзанийской части.